# Abraham Terry
Pour les articles homonymes, voir Terry.
Pas d'image ? Cliquez ici

a Compétitions nationales et continentales officielles uniquement.

b Matchs officiels uniquement.
Albert « Abe » Terry, né le 17 mai 1934 à St Helens (Merseyside) et mort en 30 janvier 2024, est un joueur de rugby à XIII anglais jouant au poste de pilier dans les années 1950 et 1960. Il a notamment joué pour St Helens RLFC dont il rejoint le hall of Fame, puis Leeds Rhinos. Il est également international britannique.